# Милан Остерц
Милан Остерц  (Мурска Собота, 4. јул 1975) је бивши словеначки професионални фудбалер који је играо на позицији везног играча. Представљао је своју земљу на два велика турнира за која су се квалификовали, Европском првенству 2000. и Светском првенству 2002.

## Играчка каријера

### Клубови
Остерц је каријеру започео у Вержеју, где је био најбољи стрелац словеначке Друге лиге 1993/94. У Купу УЕФА 2001/02, стигао је до четвртфинала такмичења са Хапоелом из Тел Авива, постигавши притом седам голова.  У сезони 2009–10. био је најбољи стрелац словеначке прве лиге, 1. СНЛ, са 23 гола.

### Репрезентација
Остерц је за Словенију одиграо 44 утакмице и постигао 8 голова. Био је учесник Еура 2000 и Светског првенства 2002. године. Дана 10. новембра 2001. постигао је гол против |Румуније у плеј-офу квалификација за Светско првенство у фудбалу 2002. године, чиме је помогао да се његова земља први пут појави на Светском првенству као независна држава. Његова последња међународна утакмица била је на том Светском првенству, у поразу у групној фази 3 : 1 против Парагваја.

## Успеси

### Играчки
Олимпија
- Куп Словеније: првак 1999–2000.

Хапоел Тел Авив
- Тото куп: првак 2001–02.